# Jay Richard Stauffer
Pour les articles homonymes, voir Stauffer.
Jay Richard Stauffer, Jr. est un professeur émérite d'ichtyologie à l'Université d'État de Pennsylvanie.

## Biographie
Jay Richard Stauffer, Jr. a obtenu son BS à l'Université Cornell en 1972 et son doctorat à l'Institut polytechnique et Université d'État de Virginie et l'Université d’État en 1975.
D'avril 1975 à juin 1984, il a été professeur assistant à l'Appalachian Environmental Laboratory, centre pour les études environnementales et estuariens à la Université du Maryland.
De juillet 1988 à décembre 2005, il est professeur d'ichtyologie à la Penn State School of Forest Resources puis depuis 2007 en tant que professeur émérite d'ichtyologie.

## Liste partielle des publications
Jay Richard Stauffer, Jr. a publié des dizaines d'articles, notamment :
- « Land use and surface water withdrawal effects on fish and macroinvertebrate assemblages in the Susquehanna River basin », avec Matthew K. Shank, avril 2015, Journal of Freshwater Ecology